# Сердце тьмы (фильм)
«Се́рдце тьмы» (англ. Heart of Darkness) — телефильм 1993 года, экранизация приключенческой повести «Сердце тьмы», опубликованной британским писателем Джозефом Конрадом в 1902 году.

## Сюжет
Капитан Чарльз Марлоу, работник компании, нелегально добывающей слоновую кость, посылается её руководством в самые дебри Бельгийского Конго, на один из самых дальних перевалочных пунктов. Именно здесь находится один из главных источников товара для работодателей Чарльза. По мере приближения к своей цели он всё больше слышит разных историй о некоем Куртце, агенте данной компании, живущем в глубине джунглей.  Местные жители, как замечает Марлоу, говорят о нём со смесью страха и ненависти.

## В ролях
- Тим Рот — Чарльз Марлоу
- Джон Малкович — Куртц
- Исаак де Банколе — Мфуму
- Джеймс Фокс — Госс
- Аллан Кордюнер — Верн
- Иан Макдермид — доктор
- Иман — черная красавица
- Питер Вон — директор

## Награды и номинации
| Год                                                              | Кинофестиваль                  | Категория                                                                                      | Результат |
| ---------------------------------------------------------------- | ------------------------------ | ---------------------------------------------------------------------------------------------- | --------- |
| 1994                                                             | Эмми                           | Звукомонтаж в телесериале или телефильме                                                       | Победа    |
| 1995                                                             | CableACE Award                 | Лучшие костюмы (Дебора Эвертон)                                                                | Номинация |
| 1995                                                             | Золотой глобус                 | «Лучшая мужская роль второго плана в мини-сериале, телесериале или телефильме» (Джон Малкович) | Номинация |
| 1995                                                             | Премия Гильдии киноактёров США | «Лучшая мужская роль в телефильме или мини-сериале» (Джон Малкович)                            | Номинация |
| список наград и номинаций приведён в соответствии с данными IMDb |                                |                                                                                                |           |